# Kvistgård
Kvistgård er en mindre stationsby i Nordsjælland med 1.142 indbyggere  (2024), beliggende i Tikøb Sogn lige vest for Espergærde og Helsingørmotorvejen. Byen ligger i Helsingør Kommune og hører til Region Hovedstaden.
Byen afgrænses af Helsingørsvej (primærrute 6), Kongevejen (sekundærrrute 229) og Hornbækvej (sekundærrute 235). Fra Helsingør er Kvistgård Station tredje stop på Lille Nord.
Kvistgård ligger på den sydlige del af landsbyen Nyrups jorder.

## Historie
I området, hvor Kongevejene mod København og Hillerød samledes nær landsbyen Nyrup på den sidste strækning mod Helsingør, lå en række betydelig gårde, således Nyrupgaard på 270 tønder land skyldsat til 20½ tønder hartkorn, Sindshvile på 224 tønder land skyldsat til 17 tønder hartkorn og Kvistgaard på 240 tønder land skyldsat til 14 tønder hartkorn. Kvistgård station blev oprindeligt, i 1864, anlagt lige nord for landevejen fra Humlebæk og Tibberup til Tikøb og Hornbæk. Et kort stykke mod vest lå en samling af huse langs landevejen, Munkegårde. Lidt nord for lå fredskoven Munkegårde Hegn. Jernbanestationen kom til at ligge lige ved gården Kvistgaard.
Kvistgaard var en betydelig gård, som ved århundredeskiftet omfattende 230 tønder land (deraf 30 tønder lang eng) skyldsat til 12¾ tønder hartkorn. En ny hovedbygning blev opført i 1883 efter tegning af J.S. Abrahams; til gården hørte et teglværk, der årlig leverede 3–5 mio. sten.
Kort efter oprettelsen af stationen blev Havreholm Fabrikker A/S flyttet hertil, men virksomheden gik efter kort tid konkurs og en forventet byudvikling fandt ikke sted. Også teglværket ophørte. Dog opstod efterhånden et mindre boligområde omkring landevejen ved baneoverskæringen.
Kvistgård oplevede i mellemkrigstiden en stagnation, som først blev afbrudt efter 2. verdenskrig. Stationsbyen havde i 1925 271 indbyggere, i 1930 308, i 1935 236, i 1940 462, i 1945 455, i 1950 490, i 1955 560, i 1960 527, i 1965 567, i 1967 775 indbyggere. I 1930, da byen havde 308 indbyggere, var 43 sysselsat ved landbrug, 93 ved håndværk og industri, 56 ved handel, 60 ved transport, 1 ved immateriel virksomhed, 29 ved husgerning, 25 var ude af erhverv og 1 havde ikke givet oplysninger.
Da der i forbindelse med kommuneplanlægningen efter 1970 skulle udpeges mulige byudviklingsområder, blev disse samlet mellem de tre hovedveje, som omgav Kvistgård: Helsingørsvej, Kongevejen og Hornbækvej. Det blev forudset, at en boligbebyggelse med fordel kunne ligge i den sydlige del af det mulige område, hvor det kunne forene Kvistgård med Munkegårde, men et eventuelt industriområde burde ligge mod nord. I det nordøstlige hjørne, hvor Helsingørsvej og Kongevejen mødes, blev der i 1960'erne anlagt et industriområde, mens arealet på nordsiden (Oldenvej) blev udbygget i 1980'erne.
I hjørnet grænsende op imod Kongevejen og Hornbækvej er BBB-projektet "Kvistgårdhusene" som stod færdigt i 2009 der desuden indebærer over 150 husstande, blevet opført.

## Boliger
Byens sydlige del udgøres af boligområder af lidt uens alder.

## Skoler
Tidligere blev byen betjent af Nyrup skole. Efter dennes lukning blev skolebørn henvist til skoler i Espergærde.

## Butikker
Efter en periode uden kommercielle butikker åbnede der en Rema 1000 i 2017.

## Friarealer
Øst for Kvistgård ligger Kelleris Hegn. Niveaufri adgang er sikret via en gangbro over Kongevejen.

## Erhvervsområder
Byens nordlige del udgøres af erhvervsområder, hvor bl.a. Bavarian Nordic ligger. Disse har en fordelagtig beliggenhed i sammenfletningen af Kongevejen til Hørsholm og Kongevejen mellem Hillerød og Helsingør.